# Gavi (Fußballspieler)
Gavi (* 5. August 2004 in Los Palacios y Villafranca; bürgerlich Pablo Martín Páez Gavira) ist ein spanischer Fußballspieler. Der zentrale Mittelfeldspieler steht beim FC Barcelona unter Vertrag und ist seit 2021 in der spanischen Nationalmannschaft aktiv. Mit ihr nahm Gavi bisher an einer Weltmeisterschaft (2022) teil.

## Karriere

### Im Verein
Gavi wurde in Los Palacios y Villafranca in der Provinz Sevilla geboren und begann in der Jugend von Betis Sevilla mit dem Fußballspielen. 2015 wechselte er im Alter von 11 Jahren in die Jugendakademie des FC Barcelona, La Masia. Dort spielte er in der Saison 2020/21 bereits als B-Junior (U17) bei den A-Junioren (U19) und kam im Frühjahr 2021 im Alter von 16 Jahren bei der zweiten Mannschaft zu 2 Einsätzen in der drittklassigen Segunda División B.
Die Vorbereitung auf die Saison 2021/22 absolvierte der zentrale Mittelfeldspieler unter dem Cheftrainer Ronald Koeman mit der Profimannschaft. Nach einem Drittligaeinsatz für die zweite Mannschaft debütierte Gavi am 29. August 2021 im Alter von 17 Jahren und 24 Tagen in der Primera División, als er bei einem 2:1-Sieg gegen den FC Getafe in der Schlussphase eingewechselt wurde. Für seine Leistungen in dieser Spielzeit wurde Gavi von France Football mit der Kopa-Trophäe als weltbester U21-Spieler des Jahres ausgezeichnet. Wenige Tage später ehrte ihn Tuttosport mit dem Golden Boy als bester U21-Spieler des Jahres in Europa.
Im September 2022 verlängerte Gavi seinen Vertrag bis zum 30. Juni 2026, der eine Ausstiegsklausel in Höhe von einer Milliarde Euro enthält. Während der Transferperiode im Januar 2023 wollte der Verein ihn bei der Liga auch formal im Profikader registrieren. Die Liga verweigerte dies allerdings, da der FC Barcelona damit die Gehaltsobergrenze überschritten hätte. Der Verein zog Ende Januar dagegen vor Gericht und erlangte eine einstweilige Verfügung, die die Liga verpflichtete, Gavi formal im Profikader zu registrieren. Gavi wechselte daraufhin von der Rückennummer 30 auf die 6, da in der Primera División die Spieler des Profikaders mit Rückennummern von 1 bis 25 durchzunummerieren sind. Der FC Barcelona erhielt nach der einstweiligen Verfügung 20 Arbeitstage Zeit, um ein Verfahren einzuleiten, das die Angelegenheit klären sollte. Da der Verein erst am 2. März weitere Unterlagen einreichte, bekam die Liga von einem Gericht Recht, sodass die Berufung gegen die Nicht-Registrierung zurückgewiesen wurde. Gavi konnte weiterhin als Jugendspieler eingesetzt werden, musste aber wieder auf die Rückennummer 30 wechseln. Medienberichten zufolge soll sich Gavi bei der Vertragsverlängerung eine Klausel gesichert haben, die ihm einen ablösefreien Wechsel erlaubt, sollte er bis zum Ende der Saison 2022/23 nicht offiziell für die erste Mannschaft registriert sein. Im Juni 2023 bekam der Verein vom Berufsgericht Recht, sodass Gavi wieder im Profikader registriert werden und zur Saison 2023/24 zur Rückennummer 6 zurückkehren konnte. Durch seinen Kreuzbandriss verpasste Gavi ab November 2023 die restliche Saison und fiel auch die ersten Monate der Saison 2024/25 aus. 
Am 19. Oktober 2024 absolvierte er beim 5:1-Sieg gegen den FC Sevilla sein erstes Pflichtspiel nach seiner Verletzung. Insgesamt absolvierte Gavi in der Spielzeit 2024/25 26 Ligaspiele und gewann mit dem FC Barcelona das Double aus Meisterschaft und Copa del Rey. Im Januar 2025 verlängerte er seinen Vertrag bis 2030.

### In der Nationalmannschaft
Gavi spielte im Dezember 2018 4-mal für die spanische U15-Nationalmannschaft und erzielte ein Tor. Von Dezember 2019 bis Februar 2020 folgten 5 Einsätze in der U16. Im September 2021 folgten 3 Einsätze für die U18.
Am 6. Oktober 2021 debütierte Gavi, der bis dahin 7 Spiele im Profibereich absolviert hatte, unter Luis Enrique beim 2:1-Sieg im Halbfinale der UEFA Nations League gegen den amtierenden Europameister Italien in der Startelf für die A-Nationalmannschaft und wurde im Alter von 17 Jahren und 62 Tagen zum jüngsten spanischen Nationalspieler aller Zeiten. Er löste Ángel Zubieta ab, der diesen Rekord 1936 aufgestellt hatte. Vier Tage später stand der Mittelfeldspieler auch bei der 1:2-Finalniederlage gegen Frankreich in der Startelf. Am 5. Juni 2022 im Nations-League-Spiel gegen Tschechien wurde er mit 17 Jahren und 304 Tagen zum jüngsten Torschützen in der Geschichte der spanischen Nationalelf und unterbot damit die Marke von Ansu Fati, der bei seinem Treffer im September 2020 sieben Tage älter war. Im September 2023 wurde er von Lamine Yamal (16 Jahre und 57 Tage) als jüngster Spieler und Torschütze abgelöst.
Ebenso stand Gavi im spanischen Aufgebot für die Weltmeisterschaft 2022 in Katar. Beim 7:0-Auftaktsieg gegen Costa Rica erzielte er ein Tor und stand auch bei allen weiteren Partien Spaniens auf dem Platz. Im Achtelfinale schied Gavi mit Spanien im Elfmeterschießen gegen Marokko aus.
Am 19. November 2023 zog sich Gavi beim 3:1-Sieg in einem Qualifikationsspiel für die Europameisterschaft 2024 einen Kreuzbandriss zu, fiel für die restliche Saison aus und verpasste auch die EM-Endrunde. Am Finalspieltag befand er sich im Berliner Olympiastadion und nahm nach dem Titelgewinn auch mit dem Nationalteam an den anschließenden Feierlichkeiten in Madrid teil.

## Titel und Auszeichnungen
Verein
- Spanischer Meister (2): 2023, 2025
- Spanischer Pokalsieger: 2025
- Spanischer Supercupsieger (2): 2023, 2025

Nationalmannschaft
- UEFA-Nations-League-Sieger: 2023

Auszeichnungen
- Kopa-Trophäe: 2022
- Golden Boy: 2022